# Asclepias viridiflora
Asclepias viridiflora  là một loài thực vật có hoa trong họ La bố ma. Loài này được Raf. mô tả khoa học đầu tiên năm 1808.

## Hình ảnh

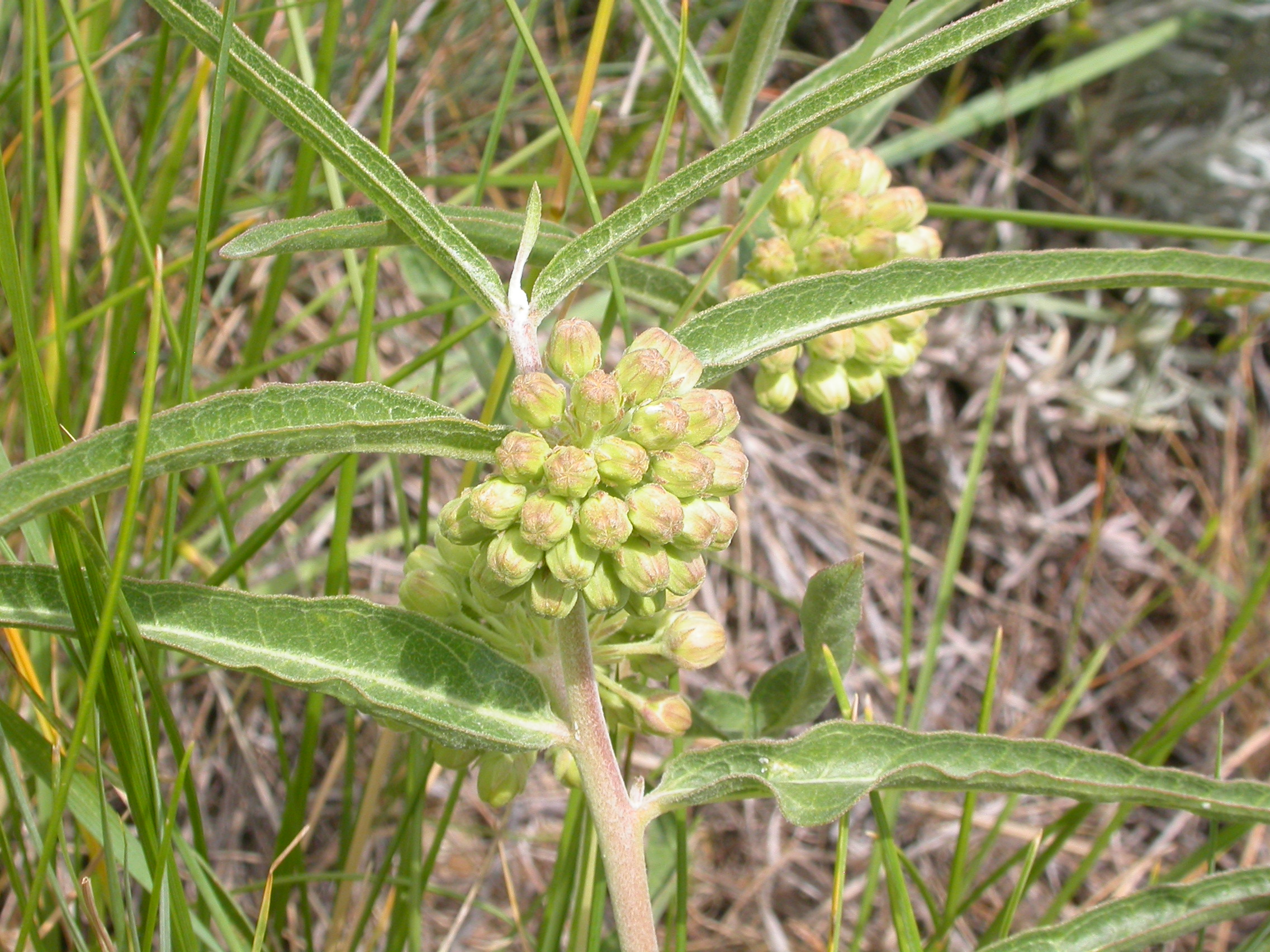
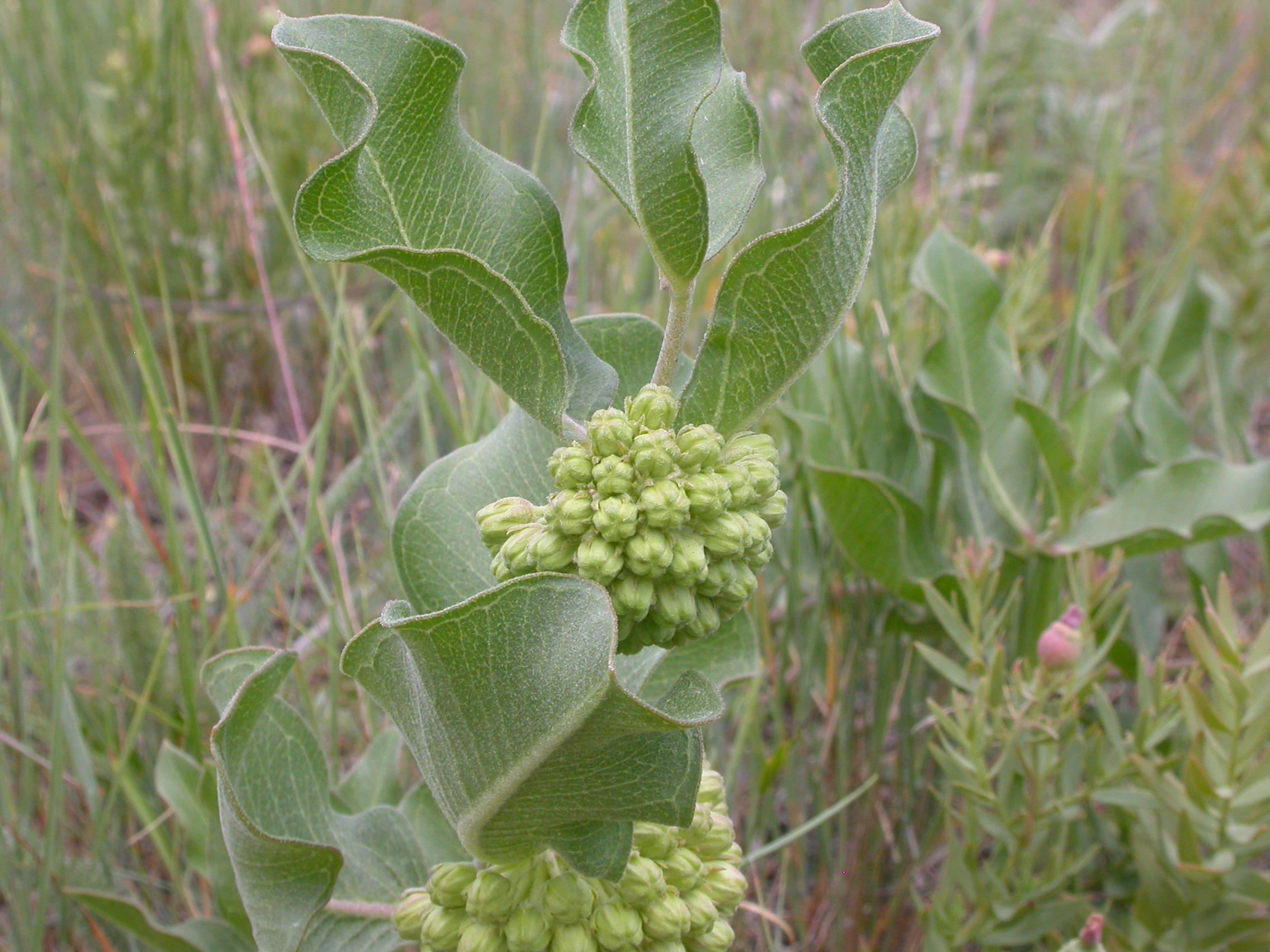
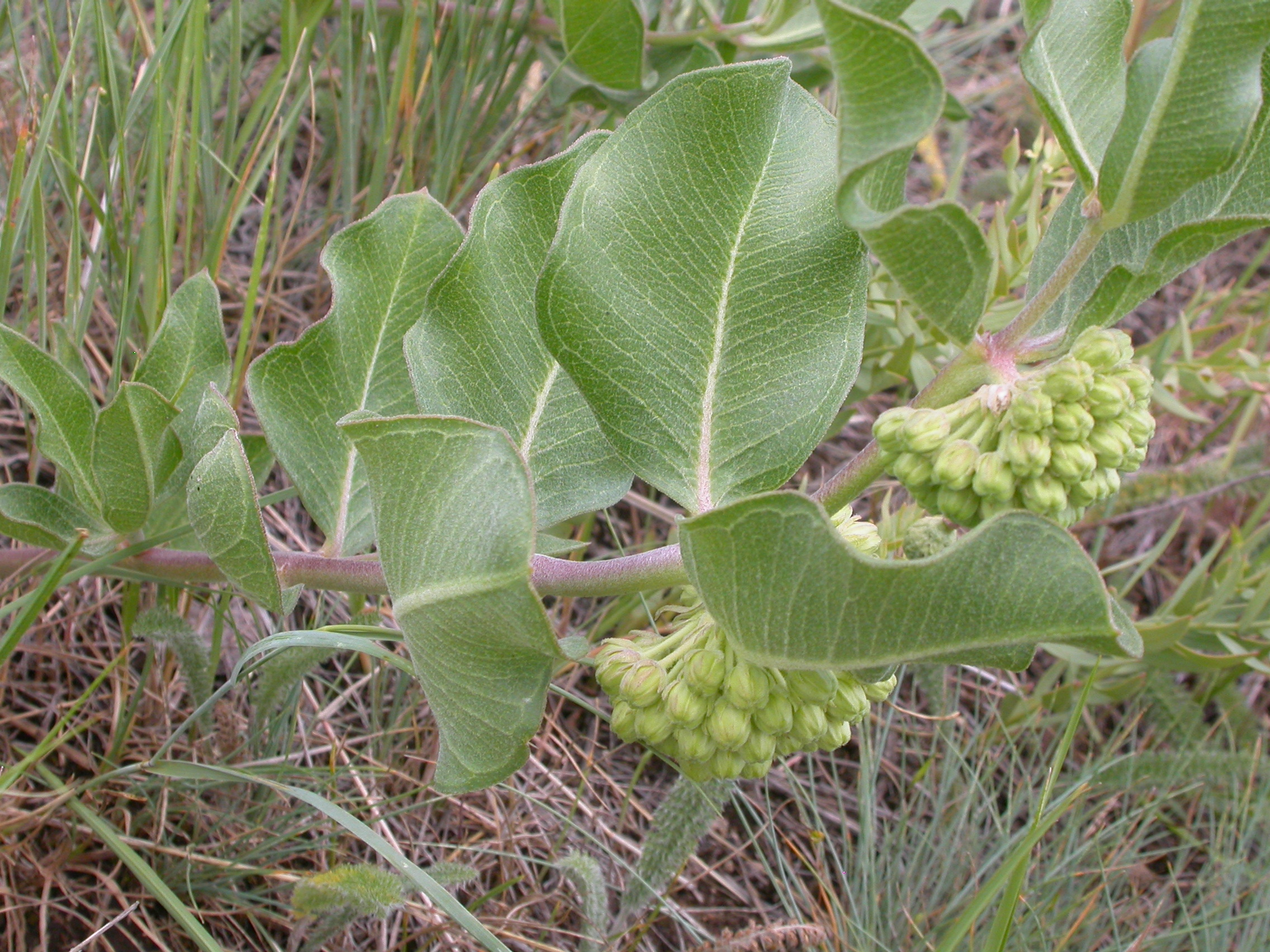
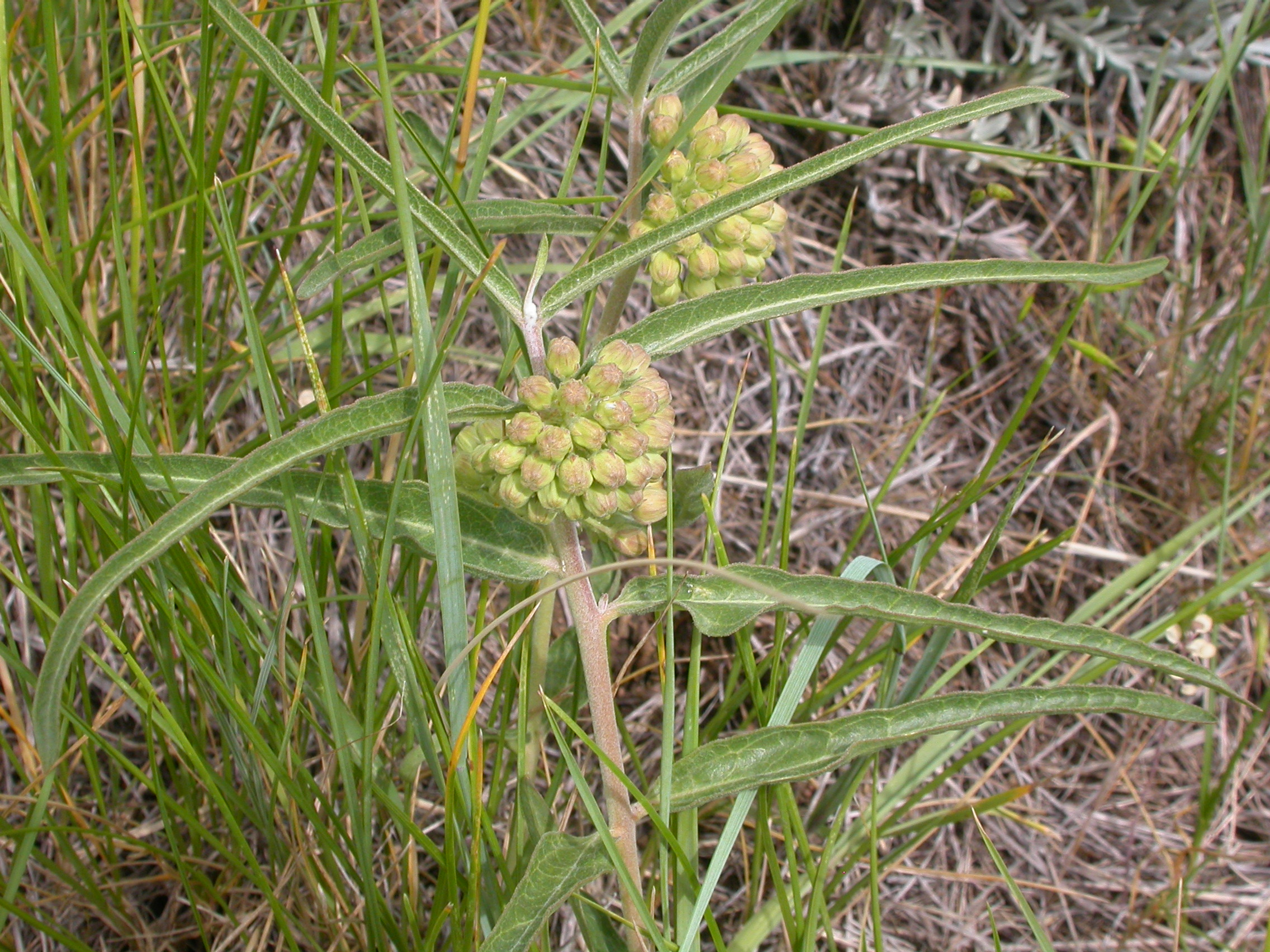